# كلير كاميرون
كلير كاميرون (بالإنجليزية: Claire Cameron)‏ (مارس 1973، تورونتو في كندا)؛ صحفية وروائية كندية.